# Dorfkirche Plessow

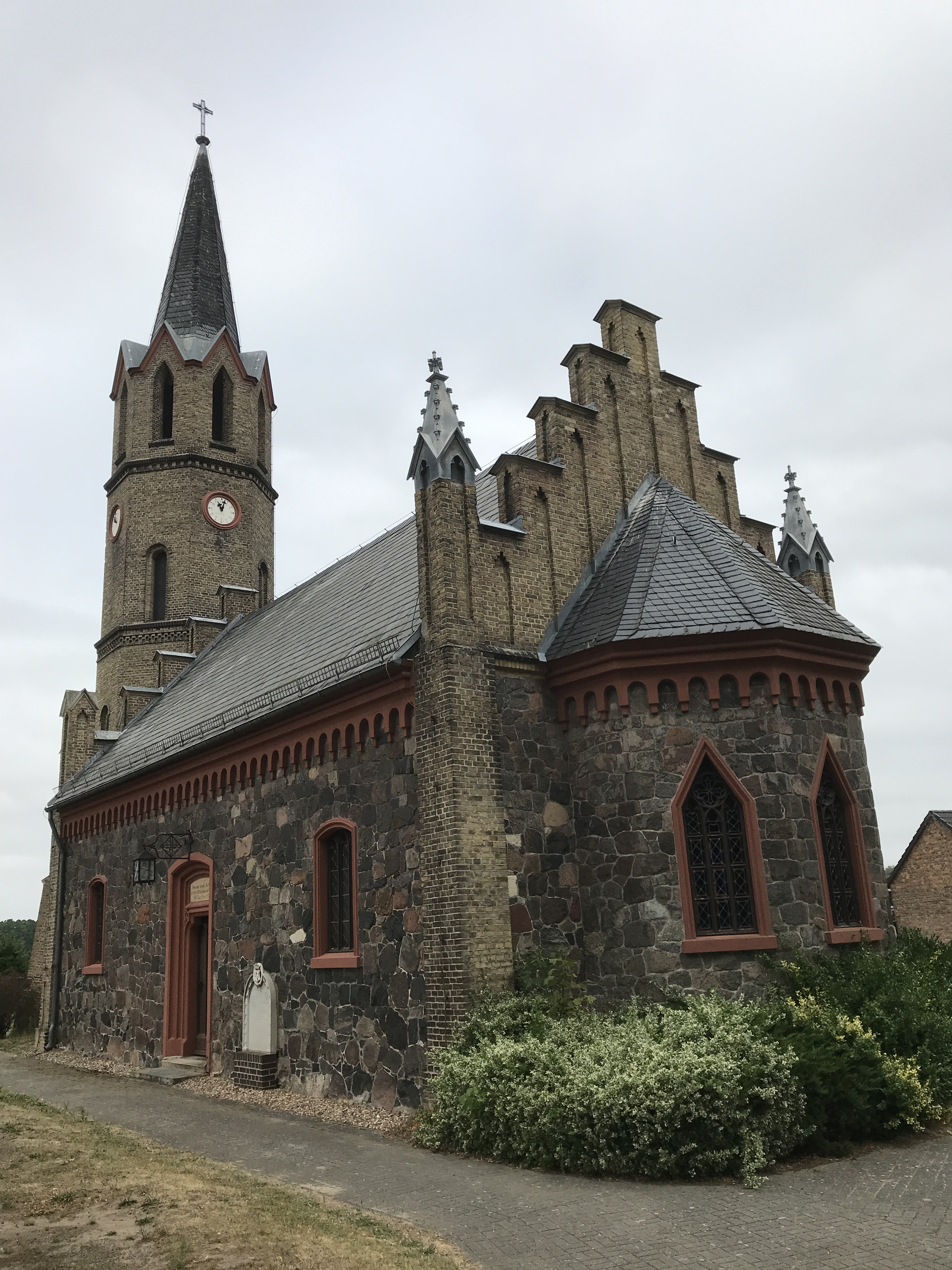
Dorfkirche Plessow

Die evangelische Dorfkirche Plessow ist eine neugotische Feldsteinkirche aus den Jahren 1866 bis 1870 im Tudorstil in Plessow, einem Ortsteil der Stadt Werder (Havel) im Landkreis Potsdam-Mittelmark im Land Brandenburg. Die Kirchengemeinde gehört zum Kirchenkreis Mittelmark-Brandenburg der Evangelischen Kirche Berlin-Brandenburg-schlesische Oberlausitz.

## Lage
Die Plessower Hauptstraße führt von Südwesten kommend in nordöstlicher Richtung durch den Ort. Die Kirche steht im nördlichen Teil der Gemarkung und dort westlich der Hauptstraße auf einem Kirchfriedhof, der mit einer Mauer aus Feldsteinen mit einem Abschluss aus rotem Mauerziegel eingefriedet ist. Das Brandenburgische Landesamt für Denkmalpflege und Archäologische Landesmuseum (BLDAM) bezeichnet die Mauer als „ungewöhnlich aufwendig gestaltet“ und verweist dabei auf die Ausführung mit einem Fries aus Vierpass sowie den aus Mauerziegeln errichteten Torpfosten.

## Geschichte
Der Ort war vermutlich eine selbstständige Pfarrei, der eine Filialkirche in Zolchow zugewiesen war. Dennoch wurde Plessow im 13. Jahrhundert dem westlich gelegenen Starjesar zugeordnet. Dieses fiel jedoch wüst, woraufhin der Brandenburger Bischof Heidenreich von Brandenburg entschied, Plessow nunmehr als Filialkirche zu Plötzin unterzuordnen. Der Ort war vermutlich seit 1290 im Besitz der Familie von Rochow auf Golzow. Aus den Jahren 1375 und 1541 ist die Existenz einer Pfarrhufe überliefert, somit muss es im Ort eine Kirche und einen Pfarrer gegeben haben. Aus dem Jahr 1541 ist weiterhin die Existenz eines Gartens, einer Wiese sowie einer wüsten Kossätenstelle nachgewiesen, die der Kirche gehörten. Das Kirchenpatronat lag in dieser Zeit beim Gut Plessow; kirchenrechtlich gehörte Plessow um 1450 zur Sedes Brandenburg, ab 1806 zur Superintendentur Brandenburg-Dom und 1924 zur Superintendentur Lehnin. Von den mittelalterlichen Vorgängerbauten ist lediglich bekannt, dass Ende des 16. Jahrhunderts eine barocke Saalkirche bestand. Auf Initiative des Patronatsherren Hans von Rochow entstand in den Jahren 1866 bis 1870 ein neuer Sakralbau, bei dem möglicherweise Reste eines Vorgängerbaus verwendet wurden. 1947 und 1948 wurden die Gräber derer von Rochows umgestaltet. Sie waren zuvor unterhalb des Altarbereichs bestattet und wurden in Zinksärgen auf den Friedhof umgebettet. Von 1964 bis 1965 sanierte die Kirchengemeinde den Fußboden, die Wandpaneele sowie die Schiefereindeckung. Experten restaurierten die Kirchenausstattung und strichen den Innenraum neu aus. Die Patronatsloge im Ostteil des Bauwerks wurde abgerissen, das Kirchengestühl umgestaltet und eine neue Chorschranke eingesetzt. Die Kanzel wurde von ihrem Fuß abgenommen und auf den Fußboden gestellt. Von 2003 bis 2004 sanierte die Kirchengemeinde weitgehend in Eigenleistung unter anderem das Tonnengewölbe.

## Baubeschreibung

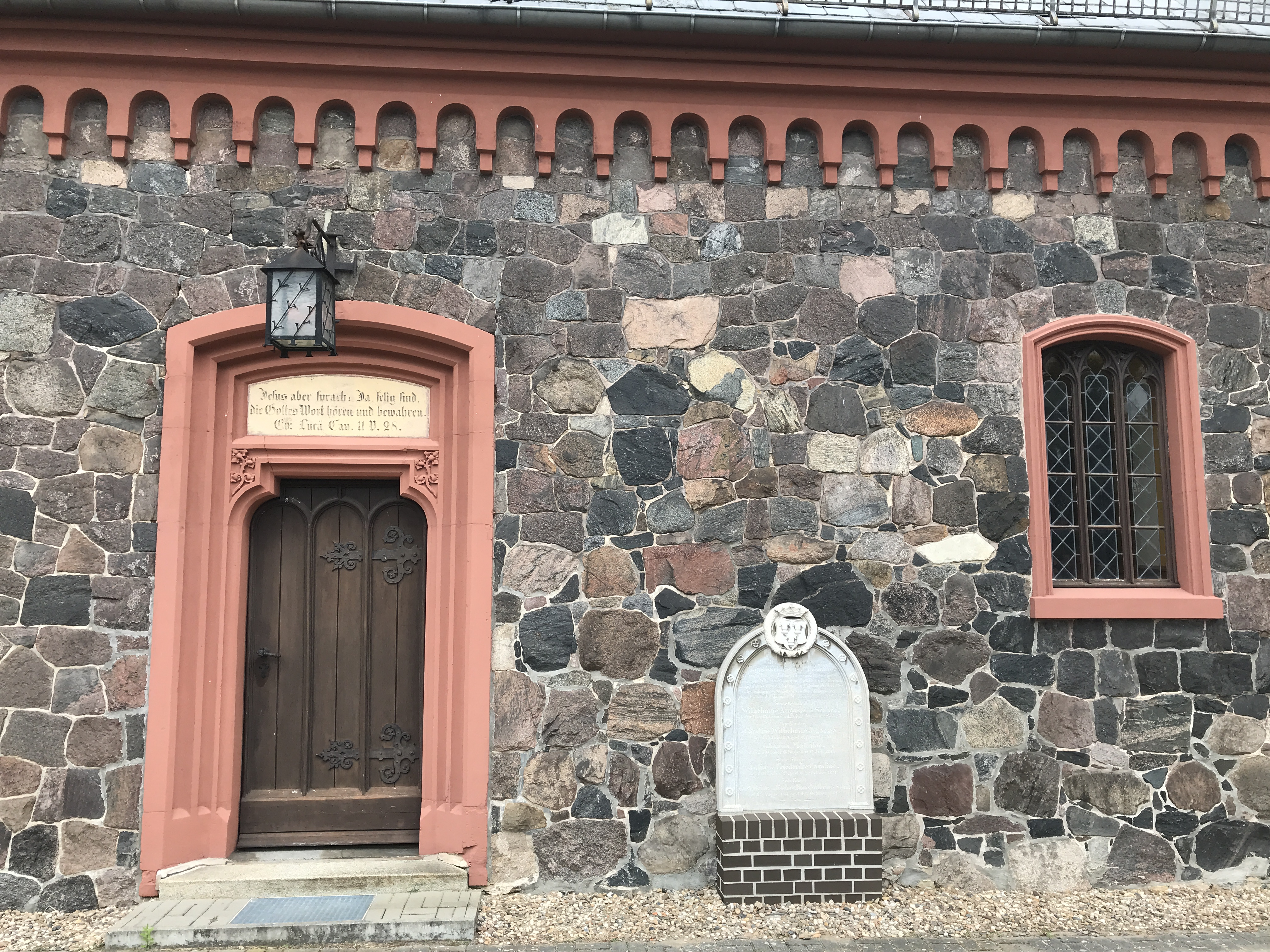
Südseite. Mit Grabstein für Hans Karl Dietrich von Rochow, seine Frau Wilhelmine von Schack und einige Kinder.

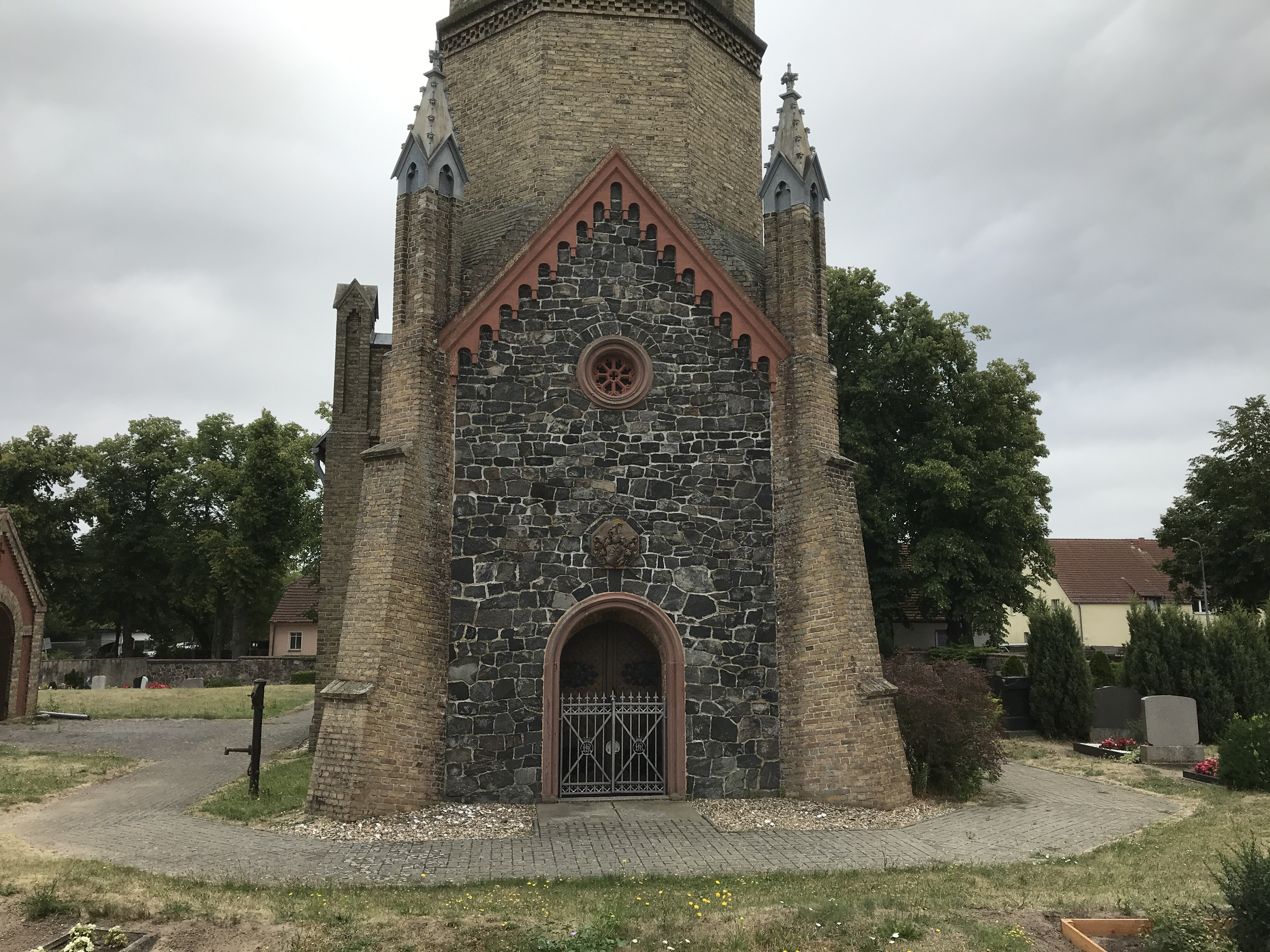
Westportal

Die Handwerker verwendeten im Wesentlichen Feldsteine, die zwar nicht lagig geschichtet wurden, aber so behauen sind, dass wenig Mörtel und Gesteinssplitter für die Zwischenräume erforderlich wurden. Für die Kontur gebenden Elemente nutzten sie gelblichen Mauerstein, der in der Region hergestellt wurde. Hinzu kamen profilierte Elemente aus rötlichem Mauerstein, die beispielsweise die Faschen der Fenster hervorheben. Der Chor ist polygonal und gegenüber dem Kirchenschiff stark eingezogen. An den drei Chorseiten ist je ein großes Fenster mit profiliertem Gewände, das nach oben hin dreieckig schließt. Am Übergang zur Dachtraufe ist ein umlaufender, nach unten offener Fries mit Zapfen, darüber eine ebenfalls umlaufende Voute. Das Chordach ist mit schwarzem Schiefer gedeckt.
Das Kirchenschiff hat einen rechteckigen Grundriss. Es wurde ebenfalls aus behauenen Feldsteinen, gelblichen und rötlichen Mauersteinen errichtet. Um eine Aussage darüber treffen zu können, in welchem Umfang die Mauern eines Vorgängerbaus mit einbezogen wurden, wären weitere Untersuchungen erforderlich. Die Ostseite ist geschlossen; an den Ecken sind Lisenen aus gelblichem Mauerstein, die als profilierte Fialen in den Staffelgiebel übergehen. Dort kam ebenfalls gelblicher Mauerstein zum Einsatz, mit dem neun spitzbogenförmige Blenden gestaltet wurden. An der Nordseite sind drei gedrückt-segmentbogenförmige Fenster, von denen zwei im östlichen Bereich angeordnet wurden. Dazwischen ist ein Epitaph. Dieses steht für den Erbauer des neuen Herrenhauses in Plessow, Friedrich Ludwig von Rochow (1745–1808) und seinen beiden Ehefrauen, gebürtige von Schmalensee. Darüber wiederum befindet sich eine kleine Gedenktafel für den namensgleichen Friedrich Ludwig, genannt Fritz von Rochow-Plessow (1858–1914), der ist aber im Gutspark von Krahne beerdigt. Sein Plessower Gutsnachfolger Hans von Rochow-Stülpe (1898–1945) ließ als Erbe und zur Erinnerung jene letztgenannte Steintafel anbringen. An der Südseite wurden lediglich zwei gleichartige Fenster verbaut. Mittig ist eine gedrückt-segmentbogenförmige Gemeindepforte. Darüber ist eine hell gestrichene Kartusche mit einem Vers aus dem Evangelium nach Lukas: „Jesus aber sprach: Ja, selig sind, / die das Wort Gottes hören und bewahren“ (Lk 11,28 ). Im Innern informiert eine Tafel über die Errichtung des Turms und die Erbauung der Kirche. Zwischen der Pforte und dem östlich gelegenen Fenster steht ein weiteres Epitaph, hier für den Gutsbesitzer Hans Karl Dietrich von Rochow (1791–1857) und seiner Gemahlin Wilhelmine, geborene von Schack. Am Übergang zum schlichten Satteldach ist ebenfalls ein umlaufender Fries. Die Westseite ist wiederum geschlossen; auch dort brachten die Baumeister einen blendengeschmückten Giebel mit Lisenen und Fialen an.
Der Westturm hat einen quadratischen Grundriss. Sein Unterbau ist mit je einem zweifach getreppten Strebepfeiler stabilisiert, der in Fialen übergeht. Die westlich gelegenen Strebepfeiler sind dabei einige Zentimeter vom Kirchenschiff abgetrennt, so dass der Eindruck eines freistehenden Turms entsteht. Im Erdgeschoss befindet sich an der Westseite ein großes, segmentbogenförmiges Portal aus rotem Sandstein, darüber das Wappen derer von Rochow gefolgt von einem Rundfenster und einem Giebel, der ebenfalls mit einem rötlichen Fries verziert ist. An der Nord- und Südseite ist im unteren Geschoss zunächst ein Rundbogenfenster, darüber zwei kleine, gekuppelte Rundbogenfenster. Sie wurden aus Kunststein hergestellt und rot angestrichen. Oberhalb eines umlaufenden Gesimses, das die Höhe des Kirchenschiffs aufnimmt, nutzten die Handwerker fortan gelbe Mauerziegel. Daraus errichteten sie einen achteckigen Aufsatz mit einem Rundbogenfenster an der Nord- und Südseite. Darüber folgt ein weiteres, leicht eingezogenes Geschoss mit je einer Turmuhr entsprechend den Himmelsrichtungen und einer segmentförmigen Öffnung an den verbleibenden Seiten. Den Abschluss macht das ebenfalls eingezogene Glockengeschoss. Dort sind acht spitzbogenförmige Klangarkaden verbaut. Oberhalb dieses Geschosses ist ein achteckiger Spitzhelm mit Turmkugel und Wetterfahne.

## Ausstattung
Auf der Mensa steht ein hölzernes Kruzifix sowie zwei Altarleuchter. Diese entstanden im 19. Jahrhundert aus Eisen im Kunstgussverfahren und sind mit neugotischem Maßwerk sowie Weinlaubranken verziert. Die Kanzel besteht aus einem polygonalen Kanzelkorb, an dessen Brüstungsfeldern neugotisches Maßwerk angebracht wurde. Sie steht seit dem Jahr 1965 auf dem Boden. Zur weiteren Kirchenausstattung gehört eine hölzerne Fünte mit neugotischem Dekor. Das Bauwerk trägt im Innern ein hölzernes Tonnengewölbe.
Das Kirchengestühl entstand vermutlich um 1870 und wurde 1965 reduziert. Dazu stehen einzelne weitere Stühle sowie ein Tisch mit Schubfächern aus dem späten 19. Jahrhundert im Chorbereich. Im Westen des Bauwerks errichteten Handwerker eine Empore mit einer polygonal hervortretenden Brüstung. Darauf steht eine Orgel, die Gottlieb Scholtze im Jahr 1760 erbaute. Das Instrument besitzt einen fünfteiligen Prospekt im Stil des Rokoko, neun Register, ein Manual und ein Pedal. Die Orgel wurde im Jahr 2000 von Ulrich Fahlberg aus Eberswalde repariert.
Ein Epitaph erinnert an Hans XIV. von Rochow (1596–1660), der in Plessow ein aus Fachwerk ausgeführtes Herrenhaus errichten ließ. Das Epitaph wurde aus Sandstein gearbeitet und mit einem grauen Anstrich versehen und zeigt den Oberst als ganzfigürliches Relief in Rüstung. Auf den Pilastern sind acht Wappen angebracht, am oberen Abschluss das Allianzwappen derer von Rochow und derer von Brösigke. Eine Gedenktafel aus Marmor erinnert an die Gefallenen aus dem Ersten Weltkrieg. Sie hängt zusammen mit einer hölzernen Gedenktafel für den 1943 gefallenen Rochus von Rochow - Stülpe a.d.H. Plessow, dem seitens der Gutsbesitzerfamilie angedachten Hauptguterben für die Plessower Forsten bei Ferch-Kammerode-Resau, in der Grufthalle. In der Dorfkirche Stülpe bei Luckenwalde finden wir die selbige Tafel.
Im Turm befinden sich zwei Glocken aus Bronze. Die kleinere mit einem Durchmesser von 70 cm wurde im Jahr 1475 gegossen. Sie ist mit kleinen Reliefs verziert, die Christophorus und ein Kruzifix zeigen. Die größere Glocke mit einem Durchmesser von 89. cm entstand im 15. Jahrhundert. Verloren ist eine Glocke aus dem Jahr 1777.